# Jaroslav Bílek
Jaroslav Bílek (ur. 16 marca 1971 w Vimperku) – czeski kolarz szosowy. Zwycięzca Wyścigu Pokoju (1993), startował wśród profesjonalistów w latach 1998–2004. Drugi kolarz Tour of Japan (1998).

## Najważniejsze zwycięstwa
- 1993 - Wyścig Pokoju
- 1999 - Ytong Bohemia Tour
- 2000 - GP Cycliste de Beauce